# Carlos Muñoz (actor español)
Carlos Muñoz Arosa (Vigo, 3 de abril de 1919 - Madrid, 15 de abril de 2005) fue un actor español.

## Biografía
Su carrera comienza a despuntar tras la guerra civil española, momento en que interviene en numerosos filmes de tono bélico y patriótico, de moda en el momento. De esa época datan sus colaboraciones en
Sin novedad en el Alcázar (1940),
Escuadrilla (1941),
Los últimos de Filipinas (1945) o
El santuario no se rinde (1949).
Sin embargo, compaginó el cine bélico con otros géneros y participó en
el drama Marianela (1940), de Benito Perojo, protagonizada por Mary Carrillo y basada en la obra homónima de Benito Pérez Galdós así como en
Cristina Guzmán, donde conoció a la que luego sería su esposa, la actriz protagonista de la película, Marta Santaolalla (n. 1922).
Durante tres décadas trabajó asiduamente en el cine español como actor de reparto, mientras trabajaba también en teatro:
- Canción de cuna, 1946, de Gregorio Martínez Sierra;
- Seis personajes en busca de autor, 1955, de Pirandello;
- El amor tiene su aquel, 1955, de Carlos Llopis;
- La estrella de Sevilla, 1958, de Félix Lope de Vega;
- ¿Dónde vas Alfonso XII?, 1958, de Torcuato Luca de Tena;
- La encantadora familia Bliss, 1959, de Noel Coward;[3]
- Medea, 1959;
- Don Juan Tenorio, 1964, de José Zorrilla;
- De París viene mamá, 1960, de Víctor Ruiz Iriarte;
- Los derechos de la mujer, 1962;
- Los Palomos, 1964; y
- Nerón-Paso, 1969 las tres de Alfonso Paso.

En 1967 alcanzó su etapa de mayor éxito profesional al interpretar el papel de cabeza de familia en la famosa serie de televisión La casa de los Martínez, que permaneció en pantalla hasta 1971.
Con posterioridad a la finalización de la serie volvería al cine, como actor protagonista en la película La casa de los Martínez e interpretando papeles de reparto en películas como La graduada (1971), de Mariano Ozores, con Lina Morgan.